# Hybridoneura metachlora
Hybridoneura metachlora är en fjärilsart som beskrevs av George Francis Hampson 1907. Hybridoneura metachlora ingår i släktet Hybridoneura och familjen mätare. Inga underarter finns listade i Catalogue of Life.